# Mieczysław Szymanek
Mieczysław Szymanek (ur. 17 grudnia 1916 w Żdżarach, zm. ?) – polski nauczyciel, poseł na Sejm PRL V kadencji.

## Życiorys
Uzyskał wykształcenie średnie. Pracował jako nauczyciel historii w szkole podstawowej w Czastarach. W 1969 uzyskał mandat posła na Sejm PRL w okręgu Sieradz z ramienia Zjednoczonego Stronnictwa Ludowego, zasiadał w Komisji Oświaty i Nauki. Odznaczony Odznaką 1000-lecia Państwa Polskiego.